# Slag bij Lens
De Slag bij Lens was de laatste veldslag van de Dertigjarige Oorlog.  Het treffen vond plaats op 20 augustus 1648 in de vlakte ten westen van Lens, tussen Grenay en Liévin in het graafschap Artesië, toen een deel van de Zuidelijke Nederlanden.
Lens was een versterkt stadje onder controle van het graafschap Vlaanderen; vandaag is het een belangrijke stad in de regio Hauts-de-France. De Fransen hadden de stad ingenomen in 1647. De plaatselijke adel verzette zich tegen de Franse bezetting en dat gaf de Spaans-Vlaamse troepen onder aartshertog Leopold Willem van Oostenrijk de kans de stad op 17 augustus te ontzetten.
Een groot Franse leger kwam uit het zuiden aangevoerd door Lodewijk II van Bourbon-Condé. Leopold Willem had zijn leger opgesteld op hoger gelegen gebied. Omdat hij beschikte over minder troepen en slechter geplaatst was op het terrein, zag Condé af van een confrontatie. Maar het kwam toch tot een veldslag toen de Spaanse cavalerie de achterhoede van de Fransen aanviel. Daarna kwam ook de Spaanse infanterie in actie, aanvankelijk met succes. De Franse cavalerie besliste echter de slag en maakte de artillerie en de bagagetros van het Spaans-Vlaamse leger buit. Leopold Willem verloor 8.000 man.
Het werd een overwinning voor de Fransen en meteen het einde van de Dertigjarige Oorlog. De Oostenrijkse Habsburgers, de Spaanse Habsburgers en het keurvorstendom Beieren gaven de strijd op. Frankrijk, Zweden en de Republiek der Zeven Verenigde Nederlanden waren de overwinnaars. Niettemin bleef de streek rond Lens vooralsnog bij de Zuidelijke Nederlanden horen.